# おおぐま座矮小銀河II
おおぐま座矮小銀河II(Ursa Major II Dwarf Galaxy)は、おおぐま座にある矮小楕円体銀河である。2006年にスローン・デジタル・スカイ・サーベイのデータから発見された。太陽から約3万パーセクに位置し、約116km/sの速度で向かってきている。楕円形（軸比~2:1）で、光度が半分になる半径は約140パーセクである。
おおぐま座矮小銀河IIは、銀河系の伴銀河で最も小さく暗いものの1つであり、光度は太陽光度の約4000倍（絶対等級は約-4.2）で、大部分の球状星団の光度よりもずっと暗い。さらには、銀河系内にあるカノープスのような単一の恒星でもこの銀河よりも明るいものもあり、オリオン座γ星と同程度である。しかし、質量は約500万太陽質量であり、この銀河の質量光度比は約2000となる。ただし、この銀河はいくらか不規則な形で、潮汐破壊の過程にある状態であり、これは過大評価である可能性もある。
おおぐま座矮小銀河IIの恒星には、少なくとも100億歳の古いものが多い。これらの恒星の金属量は、[Fe/H] ≈ -2.44 ± 0.06と低く、重元素の量が少なくとも太陽の300分の1以下であることを示している。おおぐま座矮小銀河IIの恒星は、恐らく宇宙で最初に形成された恒星の一部である。現在、この銀河では星形成は行われていない。また、これまで中性水素原子は検出されておらず、存在するとしても上限は562太陽質量である。